# Rectoria de l'església de Sant Joan
La Rectoria de l'església de Sant Joan és una casa de Valls (Alt Camp) protegida com a Bé Cultural d'Interès Local.

## Descripció
Adosada a l'església de Sant Joan Baptista, trobem aquest edifici entre mitgeres que, en planta, projecta un rectangle amb un costat que dona a la plaça dels Escolans. Aquesta façana no té cap intern canci, la façana principal, que té dues plantes, amb carreus de pedra malgrat que en un tant per cent molt elevat està molt arrebossada i, sens dubte, és la part més interessant del conjunt.
Als baixos, hi ha porta d'accés, d'un sol full, que té dos petits quadrants als vèrtexs superiors. A la dreta, hi ha una finestra bastant gran i una altra petita per sota, tot just del forjat.
Coincidint amb els eixos de les obertures ja descrites del primer pis hi ha tres finestres iguals.
La cornisa remata la façana.